# Daniel Rebillard
Daniel Rebillard, né le 20 décembre 1948 à Tournan-en-Brie, est un coureur cycliste français. Électricien de formation, il a porté, comme amateur, les couleurs du C.S.M. Puteaux. Professionnel de 1969 à 1974, il a été champion olympique de poursuite en 1968.
La salle des sports polyvalente de Lentilly, inaugurée le 13 décembre 2008, porte son nom.

## Palmarès sur piste

### Jeux olympiques
- 1968
  -  Champion olympique de la poursuite
  - 6e de la poursuite par équipe

### Championnats du monde
- 1969
  -  Médaillé de bronze de la poursuite amateurs
  -  Médaillé de bronze de la poursuite par équipes amateurs
- 1973
  - 7e de la poursuite

### Championnats nationaux
- 1973
  -  Champion de France de poursuite
- 1974
  -  Vice-champion de France de poursuite

## Palmarès sur route
- 1967
  - 3e du Grand Prix de France
- 1970
  - Promotion Pernod
  - 6e de Paris-Luxembourg
- 1972
  - 3e du Grand Prix de Saint-Raphaël
- 1973
  - 3e du Tour de l'Oise et de la Somme
  - 9e des Quatre Jours de Dunkerque

### Résultat sur le Tour de France
1 participation 
- 1974 : 77e